# Джалебі
Джале́бі — десерт, популярний в Індії, на Близькому Сході та в Північній Африці. Являє собою нитки з тіста, приготованого з пшеничного борошна тонкого помелу, смажені у фритюрі з ґгі і политі цукровим сиропом (нерідко також трояндовою водою або соком лимона) .
Джалебі може подаватися гарячим або холодним. Його поверхня карамелізована, що позитивно впливає на смак.
Аналогами джалебі за способом приготування є іспанські чуррос (іспанська кухня свого часу зазнала сильний арабський вплив), а також тюркський десерт чак-чак, і поширені в багатьох країнах, включаючи Україну, вергуни і мурашник. В Українських текстах джалебі іноді порівнюють з пончиками, проте пончик, навіть в українському варіанті — це пиріжок без начинки, цілком обсмажений у фритюрі, тоді як при приготуванні страв типу джалебі тісто тонкими струменями наливають у фритюр (власне джалебі, чуррос, імарті) або кидають туди невеликими шматками (вергуни).

## Історія та сучасність
Батьківщиною джалебі вважається Близький Схід, ймовірно саме це слово є адаптацією перського «залібія» або арабського «залабія» . У XIII столітті  Магомет-бен-Хасан-аль-Багдаді  вже згадує рецепт джалебі в своїй кулінарній книзі. До XV століття джалебі разом із загарбниками-персами проникло в Індію, де, втім, уже був дуже схожий десерт — імарті.
Для надання джалебі додаткових відтінків смаку в Ірані до них іноді додається шафран, а в Індії — кевра (панданова вода). В Індії джалебі також нерідко подають з рабрі — індійським аналогом згущеного молока.
В арабів-християн це традиційне частування на свято Хрещення, у мусульман Ірану їх подають жебракам в Рамадан і вживають на свята . В Афганістані їх їдять взимку з рибою .
Нині джалебі нерідко продаються на базарах і у вуличних торговців від Марокко до Бангладеш, найчастіше готуються просто при покупцях. Джалебі присвячені пісні, які звучать у декількох Боллівудських фільмах і композиція лондонського музиканта Four Tet.
Джавахарлал Неру використовує джалебі як метафору до приземленого розуміння релігії. Якщо вірянин хоче потрапити на небо, то він діє як маленька дитина, що хоче джалебі.

## Галерея

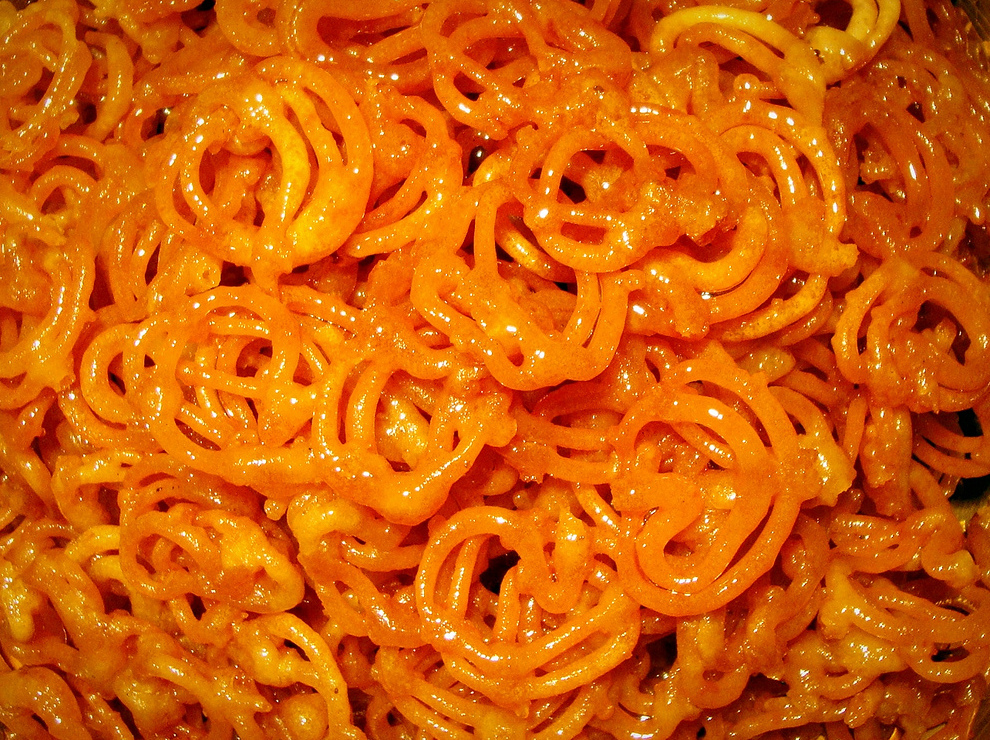
Готові джалебі
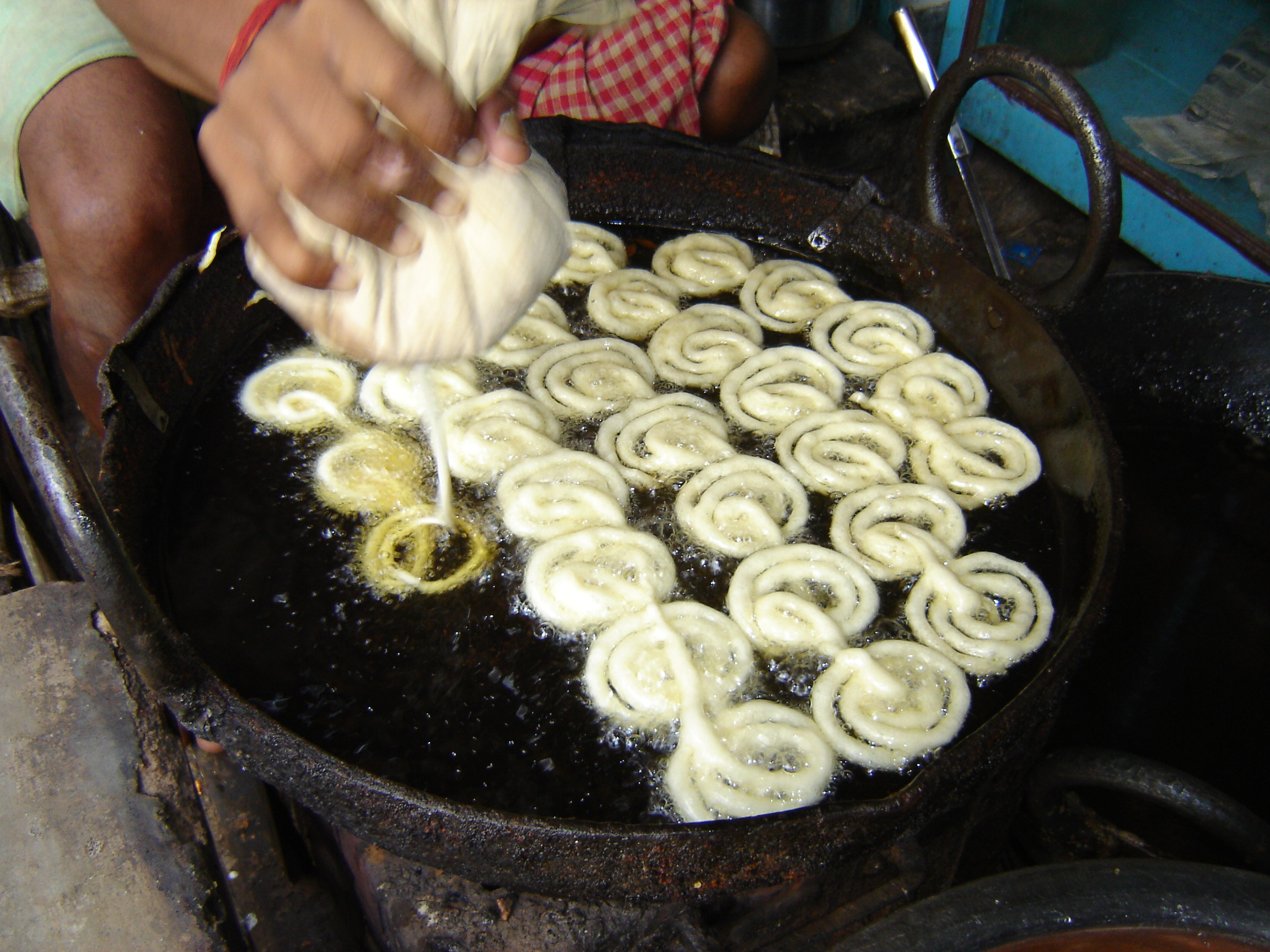
Процес приготування джалебі, Західна Бенгалія.
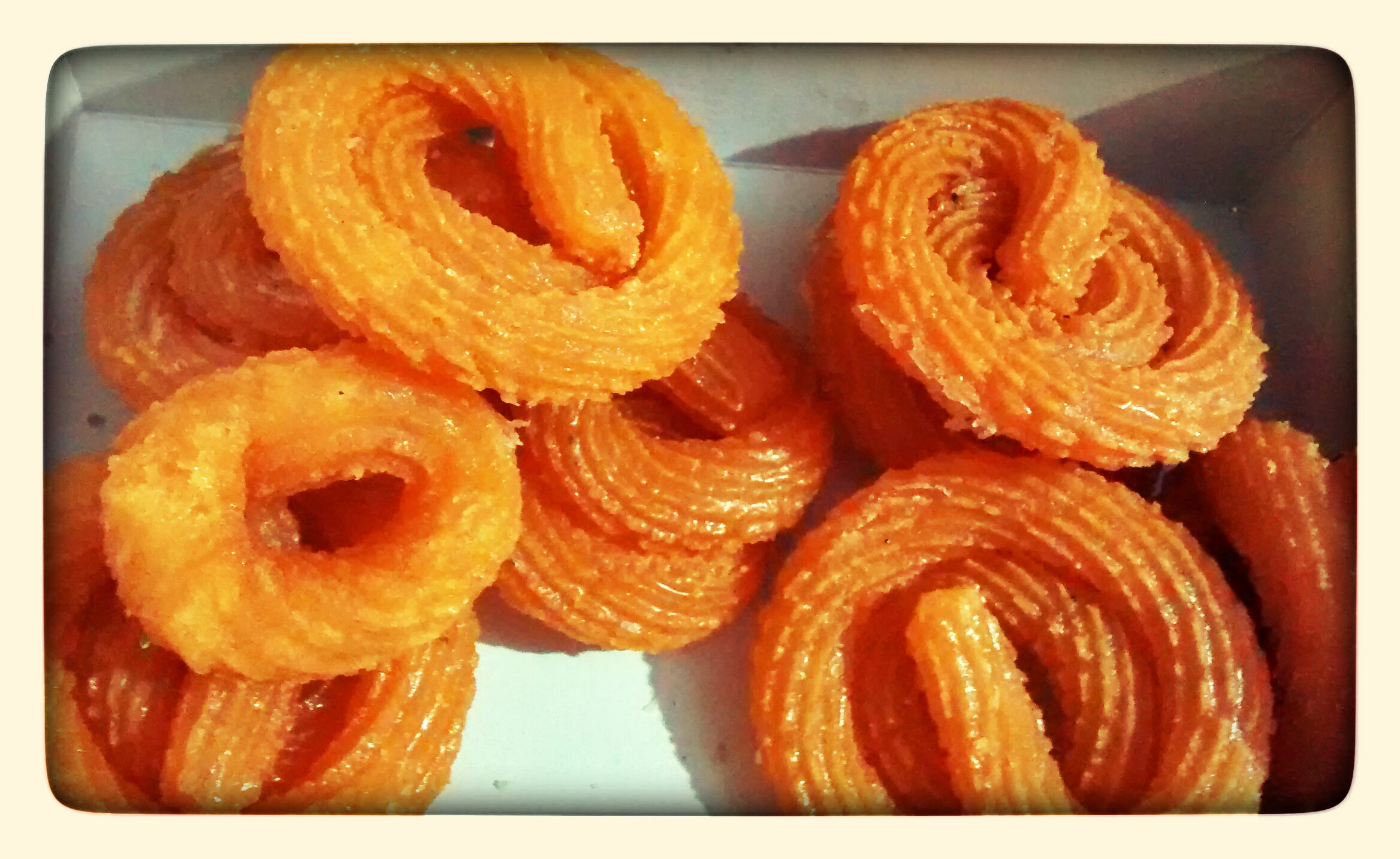
Індійський десерт імарті відрізняється більшою товщиною смужок тіста.
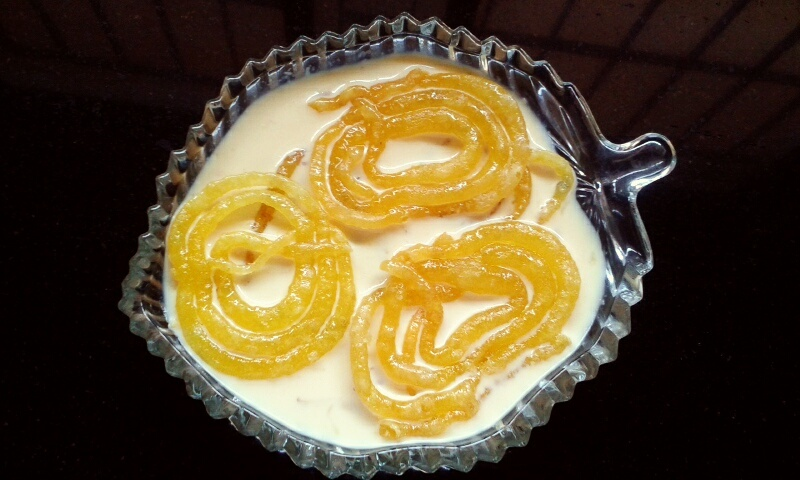
джалебі, подані з рабрі.
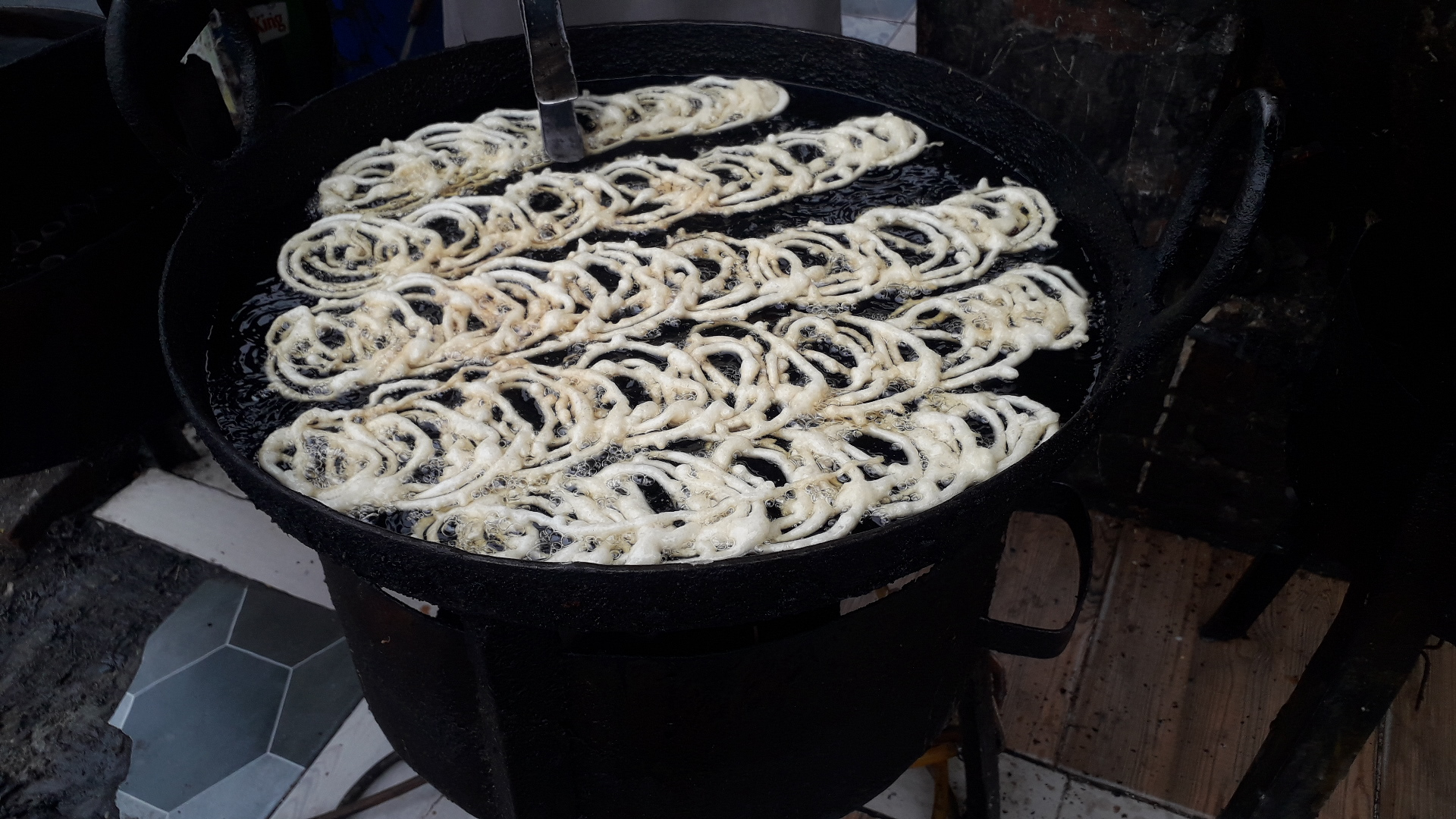
Jaleebi - стара і традиційна їжа в Пакистані. Люди насолоджуються цим на релігійних та весільних святах.